# 蕭子範
蕭 子範（しょう しはん、486年 - 549年）は、南朝斉の皇族。字は景則。

## 経歴
斉の豫章王蕭嶷の六男として生まれた。永明10年（492年）、祁陽県侯に封じられ、太子洗馬に任じられた。
天監元年（502年）、梁が建国されると、子範は子爵に降格された。後軍記室参軍に任じられ、再び太子洗馬となった。まもなく司徒主簿に転じたが、生母が死去したため、辞職して喪に服した。喪が明けると、再び司徒主簿となり、丹陽尹丞・太子中舎人を歴任した。建安郡太守として出向し、建康に召還されて、南平王蕭偉の下で大司馬戸曹属となり、従事中郎をつとめた。蕭偉は文学の士を愛好したため、子範はすこぶる厚遇を受け、「これ宗室の奇才なり」と評された。蕭偉が子範に千字文を作らせると、その言葉がたいへん美しかったため、蕭偉は記室の蔡遠に命じてこれに注釈させた。
中大通5年（533年）、蕭偉が死去すると、子範は宣恵諮議参軍に転じ、臨賀王蕭正徳の下で護軍長史をつとめた。蕭正徳が丹陽尹となると、その下で信威長史となり、丹陽尹丞を兼ねた。ほどなく武陵王蕭紀の下で宣恵司馬となるよう命じられたが、任につかなかった。中散大夫の位を受け、光禄大夫・廷尉卿に転じた。戎昭将軍・始興郡内史として出向した。建康に召還されて、太中大夫に任じられ、秘書監に転じた。
太清3年（549年）、簡文帝が即位すると、子範は召し出されて光禄大夫とされ、金章紫綬を加えられたが、侯景に迫られて任を受けなかった。簡皇后を葬るにあたって、子範は張纘とともに哀策文を作った。ほどなく病のため死去した。享年は64。侯景の乱の鎮圧後、元帝により金紫光禄大夫の位を追贈された。諡は文といった。

## 子女
- 蕭滂（尚書殿中郎・中軍宣城王記室に上ったが、子範に先だって死去した）
- 蕭確（太清年間に宣城王友・司徒右長史を歴任。侯景の乱の鎮圧後、江陵に赴き、関中で没した）
- 蕭乾

## 伝記資料
- 『梁書』巻35 列伝第29
- 『南史』巻42 列伝第32